# Оски

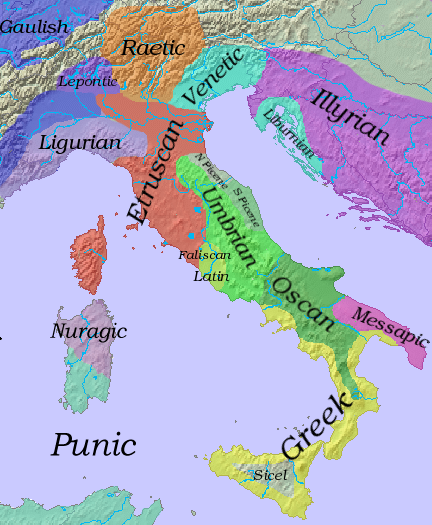
Народы Италии в VI веке до н. э.

О́ски, также Опики (лат. Osci, др.-греч. Ὀπικοί) — древние италийские племена, обитавшие в южной и части средней Италии с конца 2 тыс. до н. э. Русский историк В. И. Модестов относил осков к неолитическому населению Италии, близкому к лигурийцам. Разговаривали на диалектах оскско-умбрской языковой ветви. Были завоеваны этрусками, а потом римлянами. Испытали влияние греческой культуры.
Делились на группы:
1. северную (сабины, пелигны, марруцины и др.);
2. центральную (кампанцы, самниты и др.);
3. южную (луканы, локры и др.).

Наиболее важными среди всех осканских племён были прославленные своей воинской доблестью и богатством самниты. Они соперничали с Римом в течение около 50 лет во второй половине 4 века до н.э., иногда будучи союзниками, а иногда воюя с Городом. В конце концов, самниты со значительным трудом были окончательно покорены Римской республикой по итогам Третьей Самнитской войны. Остальные племена старались играть на римско-самнитских противоречиях, сохраняя этим свою независимость. Неудачное решение поддержать самнитов привело к потере осками независимости.
После Самнитских войн осканцы были ассимилированы римлянами. Наследие их культуры сохранилось только в географических названиях и литературных упоминаниях.